# Hợp Thịnh, Tam Dương
Hợp Thịnh là một xã thuộc huyện Tam Dương, tỉnh Vĩnh Phúc, Việt Nam.
- Vùng đất giàu truyền thống văn hóa, lịch sử cách mạng
Về chốn linh thiêng Nằm ở phía nam huyện Tam Dương, tỉnh Vĩnh Phúc, Hợp Thịnh là vùng đất có nhiều nét đẹp văn hóa truyền thống được nhiều người biết đến, cũng như có hệ thống di tích lịch sử, văn hóa phong phú
Hội vật truyền thống xã Hợp Thịnh 10/1 ÂM LỊCH

## Địa lý
Xã Hợp Thịnh có diện tích 4,39 km², dân số năm 1999 là 5.290 người, mật độ dân số đạt 1.205 người/km².

## Hành chính
Xã Hợp Thịnh được chia thành 6 thôn: Tân Thịnh, Lê Lợi, Thọ Khánh, Quang Trung, Hưng Thịnh, Lạc Thịnh.